# Florent Balmont
Florent Balmont (ur. 2 lutego 1980 w Sainte-Foy-lès-Lyon) – piłkarz francuski grający na pozycji środkowego pomocnika.

## Kariera klubowa
Balmont urodził się niedaleko Lyonu i w tym też mieście rozpoczął swoją karierę piłkarską. Wychował się w szkółce piłkarskiej Olympique Lyon, a następnie poprzez drużynę rezerw awansował do pierwszoligowego składu. W drużynie prowadzonej przez trenera Paula Le Guena zadebiutował 26 października 2002 w wygranym 1:0 wyjazdowym meczu z AC Ajaccio. W sezonie 2002/2003 rozegrał dla Lyonu łącznie 9 spotkań w lidze i był rezerwowym dla Malijczyka Mahamadou Diarry. Z Lyonem wywalczył mistrzostwo Francji.
Latem 2003 roku Balmont nie mając miejsca w składzie Olympique został wypożyczony do innej pierwszoligowej drużyny, Toulouse FC. W niej po raz pierwszy wystąpił 2 sierpnia w zremisowanym 1:1 spotkaniu z Racingiem Strasbourg. W drużynie z Tuluzy był podstawowym zawodnikiem i rozegrał 34 mecze w Ligue 1.
W 2004 roku Florent wrócił do Lyonu, ale po rozegraniu dwóch spotkań i zdobyciu gola odszedł do OGC Nice. 27 sierpnia rozegrał dla drużyny z Nicei swój pierwszy mecz, zremisowany 1:1 z Bastią. W Nice Balmont przez cztery lata występował w podstawowym składzie i dla tego klubu rozegrał łącznie 139 meczów i zdobył 4 gole.
Latem 2008 roku Balmont odszedł z Nice i za 3 miliony euro przeszedł do Lille OSC. Swoje pierwsze spotkanie w barwach Lille rozegrał 9 sierpnia w meczu z AS Nancy (0:0).
W 2016 roku Balmont został zawodnikiem Dijon FCO.
| Sezon   | Klub               | Kraj    | Rozgrywki | Mecze | Bramki | Rozgrywki Europy                    | Mecze | Bramki |
| ------- | ------------------ | ------- | --------- | ----- | ------ | ----------------------------------- | ----- | ------ |
| 2002/03 | Olympique Lyon     | Francja | Ligue 1   | 9     | 0      | Liga Mistrzów UEFA                  | 0     | 0      |
| 2003/04 | Toulouse FC (wyp.) | Francja | Ligue 1   | 35    | 0      | -                                   | -     | -      |
| 2004/05 | Olympique Lyon     | Francja | Ligue 1   | 2     | 1      | Liga Mistrzów UEFA                  | 0     | 0      |
| 2004/05 | OGC Nice           | Francja | Ligue 1   | 34    | 4      | -                                   | -     | -      |
| 2005/06 | OGC Nice           | Francja | Ligue 1   | 37    | 0      | -                                   | -     | -      |
| 2006/07 | OGC Nice           | Francja | Ligue 1   | 32    | 0      | -                                   | -     | -      |
| 2007/08 | OGC Nice           | Francja | Ligue 1   | 36    | 0      | -                                   | -     | -      |
| 2008/09 | Lille OSC          | Francja | Ligue 1   | 34    | 0      | -                                   | -     | -      |
| 2009/10 | Lille OSC          | Francja | Ligue 1   | 35    | 2      | Liga Europy UEFA                    | 12    | 1      |
| 2010/11 | Lille OSC          | Francja | Ligue 1   | 27    | 0      | Liga Europy UEFA                    | 6     | 0      |
| 2011/12 | Lille OSC          | Francja | Ligue 1   | 30    | 2      | Liga Mistrzów UEFA                  | 5     | 0      |
| 2012/13 | Lille OSC          | Francja | Ligue 1   | 34    | 2      | Liga Mistrzów UEFA                  | 7     | 0      |
| 2013/14 | Lille OSC          | Francja | Ligue 1   | 35    | 0      | -                                   | -     | -      |
| 2014/15 | Lille OSC          | Francja | Ligue 1   | 13    | 0      | Liga Mistrzów UEFA Liga Europy UEFA | 4 6   | 1 0    |
| 2015/16 | Lille OSC          | Francja | Ligue 1   | 28    | 0      | -                                   | -     | -      |

Stan na: koniec sezonu 2015/2016.